# Glenea capriciosa
Glenea capriciosa är en skalbaggsart som först beskrevs av Thomson 1857.  Glenea capriciosa ingår i släktet Glenea och familjen långhorningar. Inga underarter finns listade i Catalogue of Life.